# Denis Alekseyev
Pour les articles homonymes, voir Alekseïev et Denis Alekseïev.
Denis Sergueïevitch Alekseïev (en russe : Денис Сергеевич Алексеев), né le 26 décembre 1987 à Saint-Pétersbourg, est un athlète russe, spécialiste du sprint.

## Biographie
Le 24 mai 2016, Alekseïev figure sur la liste des 31 athlètes contrôlés positifs à la suite du reteste des échantillons des Jeux olympiques de Pékin en 2008 où il avait remporté avec ses coéquipiers la médaille de bronze du relais 4 x 400 m. Par conséquent, si l'échantillon B (qui sera testé en juin) s'avère positif, l'athlète sera disqualifié et déchu de sa médaille. En septembre, le comité olympique le disqualifie des Jeux olympiques de 2008 et lui retire sa médaille de bronze du relais 4 x 400 m. Il est suspendu jusqu'au 15 novembre 2018.

## Palmarès

### Jeux olympiques d'été
- Athlétisme aux Jeux olympiques de 2008 à Pékin,  Chine
  -  Médaille de bronze du relais 4 × 400 m

### Championnats du monde d'athlétisme
- Championnats du monde d'athlétisme de 2007 à Osaka,  Japon
  - 5e du relais 4 × 400 m

### Championnats du monde d'athlétisme en salle
- Championnats du monde d'athlétisme en salle de 2008 à Valence,  Espagne
  - éliminé en demi-finale sur 400 m
  - 6e du relais 4 × 400 m

### Championnats d'Europe espoirs d'athlétisme
- Championnats d'Europe espoirs d'athlétisme de 2007 à Debrecen,  Hongrie
  -  Médaille d'or sur 400 m

## Records
| Épreuve    | Épreuve      | Performance | Lieu   | Date            |
| ---------- | ------------ | ----------- | ------ | --------------- |
| 400 mètres | En plein air | 45 s 35     | Kazan  | 17 juillet 2008 |
| 400 mètres | En salle     | 46 s 21     | Moscou | 27 février 2010 |